# Spitzbach (Freisingbach)
Der Spitzbach ist ein rund ein Kilometer langer, rechter Nebenfluss des Freisingbaches in der Steiermark.

## Verlauf
Der Spitzbach entsteht im Nordwesten der Stadtgemeinde Bärnbach, im zentralen Teil der Katastralgemeinde Piberegg, südwestlich des Hofes Steiner und nordöstlich des Hofes Weberveit. Er fließt in einem flachen Linksbogen insgesamt nach Nordosten. Direkt an der Grenze der Katastralgemeinden Kohlschwarz und Piberegg mündet er nordöstlich der Höfe Leitenhube und Steiner sowie südwestlich des Reinthalerhofes in den Freisingbach, der danach gerade weiterfließt.
Auf seinem Lauf nimmt der Spitzbach sowohl von rechts drei unbenannte Wasserläufe auf.